# Dezinfekcija mehaničkim postupcima
Dezinfekcija mehaničkim postupcima podrazumijeva čišćenje i pranje. Ti postupci smanjuju broj mikroorganizama i uklanjaju ih s površina i predmeta, kao i iz živog tkiva. Tako se jednostavno uklanjaju vegetativni oblici mikroorganizama i bakterijske spore s predmeta i površina. Sredstva za čišćenje, deterdženti, sapuni i prašci za ribanje odmašćuju podlogu i uklanjaju nečistoću u kojoj su uklopljeni mikroorganizmi, te tako olakšavaju taj postupak.
Djelovanjem mehaničke sile, potresanjem suspenzije bakterija ili gljiva, oštećuju im se stanične stjenke, što uzrokuje raspad njihovih stanica. U tom se pogledu razne vrste bakterija bitno razlikuju. Kako bi se izazvali mehanički oštećenje bakterija, suspenziji se prije potresanja valja dodati staklene kuglice i zatim je potresti u posebnim uređajima.